# Carla Hayden
Carla Diane Hayden, född 10 augusti 1952 i Tallahassee i Florida, är en amerikansk bibliotekarie. Sedan 2016 är hon kongressbibliotekarie vid USA:s kongressbibliotek.
Hayden inledde sin karriär på Chicago Public Library och avlade en kandidatexamen vid Roosevelt University och en doktorsexamen i biblioteksvetenskap från University of Chicago. Från 1993 till 2016 var hon VD för Enoch Pratt Free Library i Baltimore, Maryland. Hayden var ordförande för American Library Association (ALA) från 2003 till 2004. Som chef för Enoch Pratt Free Library gjorde hon sig känd för sitt engagemang för tillgänglighet och allas rätt till kunskap och ny teknik. Pratt Library satsade bland annat på att tillgängliggöra vetenskap, teknik och matematik för unga.
Hayden utsågs till USA:s 14:e kongressbibliotekarie av president Barack Obama. Hon är den första kvinnan och den första afroamerikanen på posten.